# 대지의 기둥
대지의 기둥(영어: The Pillars of the Earth)은 켄 폴릿의 역사 소설이다. 1989년에 발표되었다.